# 水生酸模
水生酸模（学名：Rumex aquaticus）为蓼科酸模属下的一个种。